# Willi Weiskirch
Willi Weiskirch (* 1. Januar 1923 in Welschen Ennest; † 11. September 1996 in Altenhundem) war ein deutscher Journalist und Politiker (CDU) und von 1985 bis 1990 Wehrbeauftragter des Deutschen Bundestages.

## Leben
Nach dem Abitur 1942 nahm er bis 1945 als Soldat (zuletzt als Obergefreiter) am Zweiten Weltkrieg teil und wurde mehrfach verwundet. Er studierte an der Westfälischen Wilhelms-Universität Münster Zeitungswissenschaft, Geschichte und Philosophie. 
1949 wurde Willi Weiskirch Leiter des Presseamtes des Bundes der Deutschen Katholischen Jugend (BDKJ) in Altenberg. Von 1952 bis 1959 war er Chefredakteur der BDKJ-Zeitschrift Wacht in Düsseldorf. Von 1951 bis 1959 war er Leiter des Büros der Allgemeinen Sonntagszeitung in Düsseldorf. Von 1959 bis 1970 war er in Augsburg Chefredakteur des Sonntagsblattes und der Monatszeitschrift Mann in der Zeit. Letztere wurde durch ihn zur Illustrierten Weltbild umgestaltet. Von 1970 bis 1979 war er Chefredakteur des Deutschen Monatsblatts.
Von 1970 bis 1976 war er Sprecher der CDU und von 1976 bis 1985 CDU-Bundestagsabgeordneter, zugleich Vorsitzender der Arbeitsgruppe Verteidigung der CDU/CSU-Fraktion. 1976 gewann er das Direktmandat im Wahlkreis Olpe – Meschede und bei den beiden folgenden Wahlen im Wahlkreis Olpe – Siegen-Wittgenstein II.
1985 wurde er als erster Nicht-Offizier zum Wehrbeauftragten des Deutschen Bundestages gewählt. Nach seinem Ausscheiden aus diesem Amt im April 1990 verbrachte er seinen Lebensabend in seinem Wohnort Würdinghausen in der Gemeinde Kirchhundem.